# El Carche
El Carche (valencianska: El Carxe) är ett bergsområde i sydöstra delen av Spanien. Det ligger i provinsen Murcia och regionen Murcia, i den sydöstra delen av landet. Toppen på Carche är 1 371 meter över havet. El Carche är den enda delen av Murciaregionen där majoriteten av befolkningen talar valencianska.

## Geografi och klimat
El Carche är ett höglänt område på 310 kvadratkilometer i nordöstligaste delen av Murciaregionen, på gränsen mot Valenciaregionen. Den högsta punkten i området ligger 1 371 meter över havet. En del av området utgör naturreservatet "Sera del Carxe".
Terrängen runt Carche är huvudsakligen kuperad, men med slättområden åt sydöst. Slättområdena är delvis uppodlade.
El Carche består till stora delar av ett busklandskap med en stor mängd kullar och höjder.
Ett kallt stäppklimat råder i trakten. Årsmedeltemperaturen i trakten är 17 °C. Den varmaste månaden är juli, då medeltemperaturen är 30 °C, och den kallaste är december, med 6 °C. Genomsnittlig årsnederbörd är 346 millimeter. Den regnigaste månaden är november, med i genomsnitt 53 mm nederbörd, och den torraste är juli, med 5 mm nederbörd.

## Befolkning och språk
Det lilla och föga befolkade området är bland annat uppmärksammat som det enda området i Murciaregionen där valencianska talas som modersmål av en majoritet av befolkningen. Detta förhållande har rått sedan 1800-talet.
Efter att morernas ättlingar utvisats från området på 1600-talet var El Carche länge nästan obebott. Det användes endast som betesmark för kringströvande betesdjur. Från 1878 till 1887 gavs tillstånd för inflyttning för nybyggare till området, och de som flyttade in kom från dalsänkorna runt Río Vinalopó i den södra delen av Valenciaegionen. Dessa jordbrukare förde då med sig sitt valencianska tungomål till El Carche.
Vid 1900-talets mitt bodde cirka 3 000 personer i området. Under den senare delen av 1900-talet har dock krisen inom jordbruksnäringen lett till en omfattande utflyttning (till städerna), och i början av 2000-talet återstod långt färre än 1 000 invånare i El Carche. Från 1960-talets drygt 2 000 invånare sjönk invånarantalet till under 700 åren runt millennieskiftet.
Under åren 2005–2010 skedde en viss inflyttning till området av nordiska medborgare. De numera största orterna i området är Canyada del Trigo (162 invånare), Canyada de l'Alenya (138 invånare) och Raspai (128 invånare).
Valencianskan har som språk ingen officiell roll i vare sig området eller i Murciaregionen i övrigt. Inflyttning av nordeuropéer utan koppling till den lokala kulturen har också bidragit till att försvaga områdets valencianska karaktär. Den valencianska kulturorganisationen Acadèmia Valenciana de la Llengua anordnar dock sedan början av 2000-talet kurser i språket i flera kommuner i området.

## Bildgalleri

El Carche är den sydvästliga ytterspetsen på området där katalanska/valencianska är modersmål.
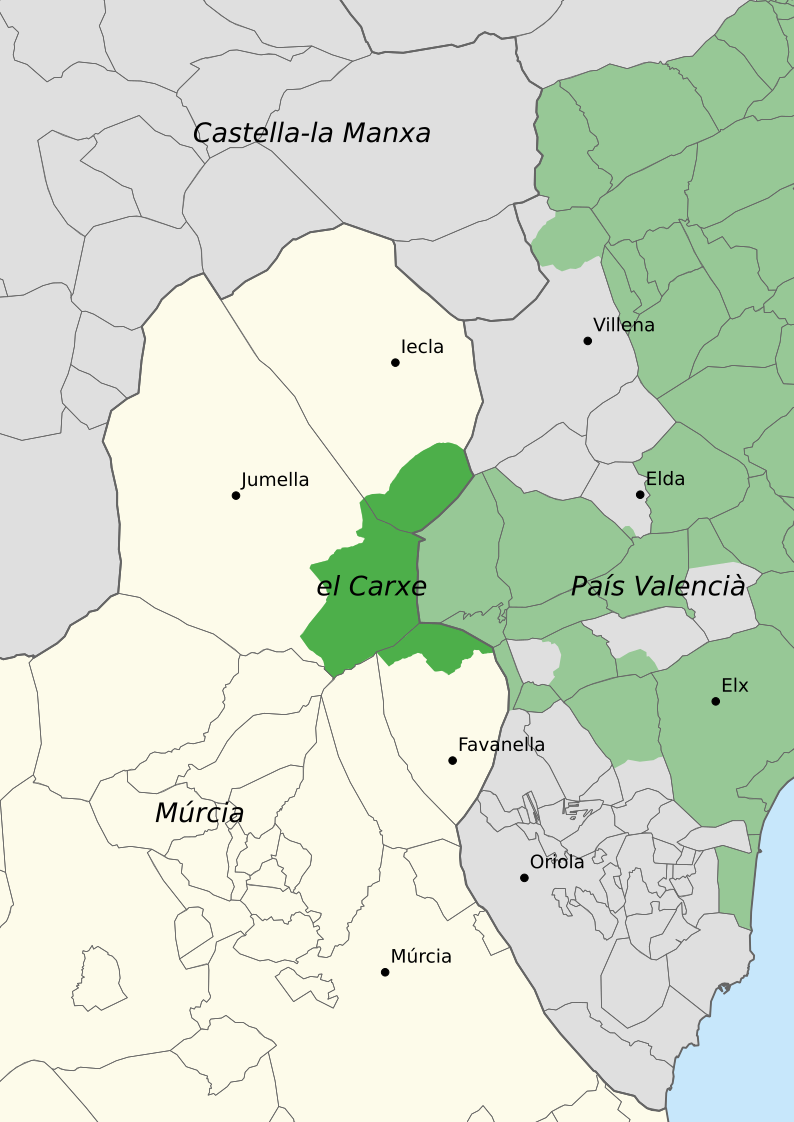
El Carche (mörkast) grönt, som en del av det valenciansktalande området men väster om regiongränsen mot Murcia.
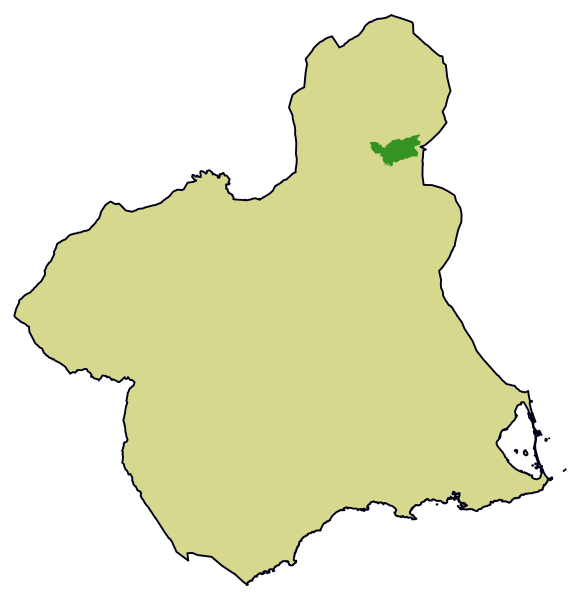
El Carche ligger i nordöst i Murciaregionen.
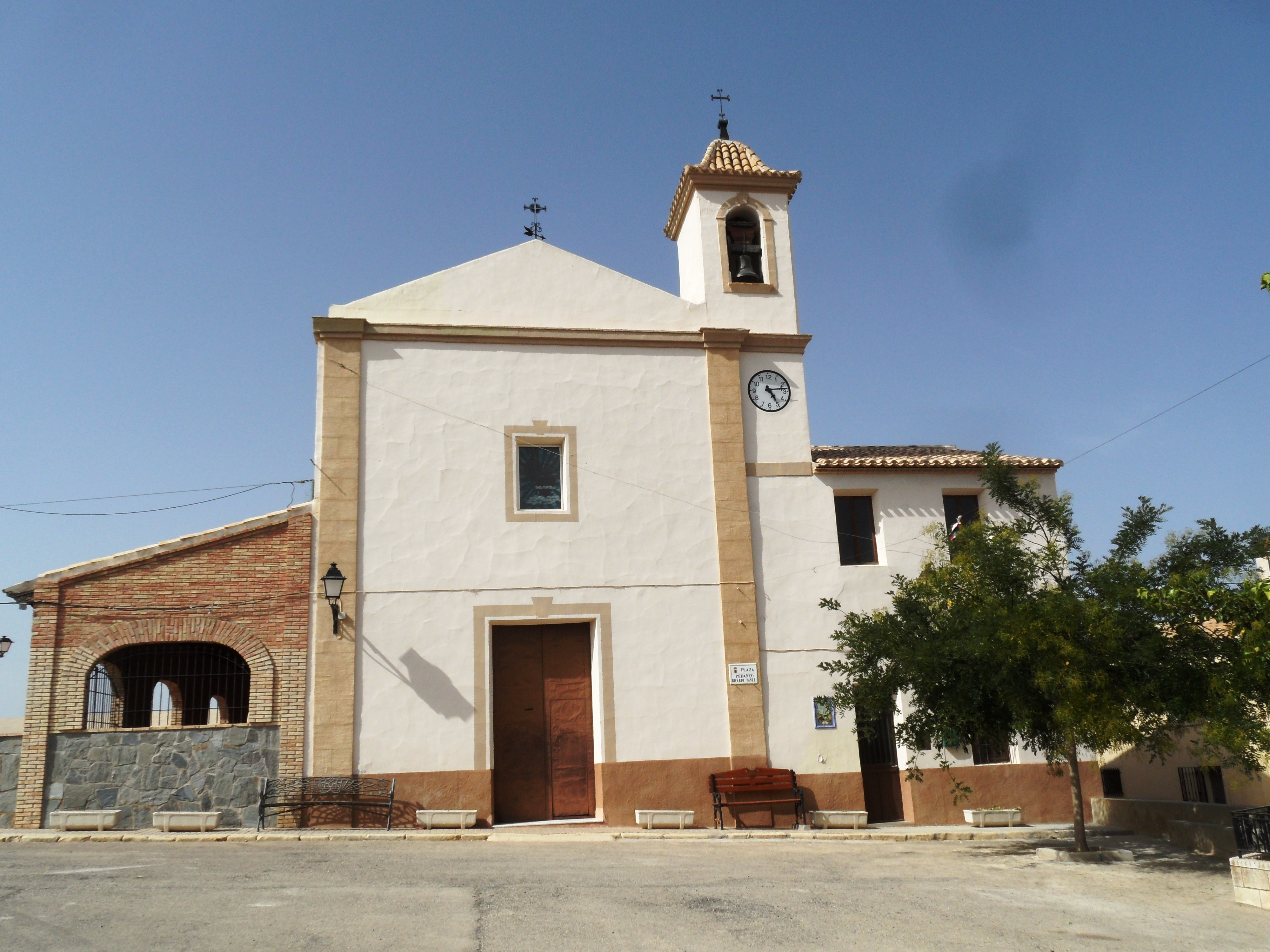
Kyrkan i Raspay i norra delen av El Carche.